# 木山義喬
木山義喬（きやま よしたか、1885年1月9日 - 1951年4月24日）は日本の洋画家、およびHenry Y. Kiyamaのペンネームで主にアメリカ合衆国で活動した漫画家。鳥取県日野郡出身。

## 経歴
1885年（明治18年）1月9日、鳥取県日野郡根雨の油屋に生まれる。県立第二中学校（現・鳥取県立米子東高等学校）に進学するが、家産が傾き中退。1904年（明治37年）、19歳のときに伯父を頼って日系移民の一大拠点であったサンフランシスコに移民する。木山は画才に優れ、ハウスボーイ(下男)や農業労働者など、雑多な仕事で生活を支えながらサンフランシスコの絵画コンクールに投稿を重ね、1915年（大正4年）から1920年（大正9年）の間に複数の受賞を得る。また「アート・スチューデンツ・リーグ・オブ・ニューヨーク（New York Art Students League / ニューヨーク画学生連盟）」から奨学金を獲得し、サンフランシスコで何度か個展を開催した。木山はサンフランシスコの日本人街である「シャッター通り」に自分のスタジオをオープンし、日本移民排斥の風潮が激化する1937年（昭和12年）まで在住した。同年日本に帰国し、再度の渡米を期すもののほどなく第二次世界大戦が勃発、木山は故郷の日野郡・根雨の旧制中学の絵画教師となって絵を描き続け、地域の文化振興に尽力した。出身地にほど近い鳥取県米子市で木山はいまだ郷土の先達の一人として記憶され、米子市美術館では不定期に木山の展示会が開催される。1951年（昭和26年）4月24日死去。66歳没。

## 作品
1927年（昭和2年）、日本に一時帰国していた際に木山は彼の実体験に基づいた、当時の日本人移民の生活を描く「The Four Immigrants Manga/漫画四人書生」を出版する。同作品はのちの再渡米時にアメリカでも発売されたが、これはアメリカにおける最初期の日本漫画に属する。当時の定価は3ドルで、彼自身が主要キャラクターの一人として登場する自伝的作品だった。その後木山の作品は長らく埋もれていたが、1980年前後にカリフォルニア州バークレーの大学図書館で漫画研究家のフレデリック・ショットが偶然に彼の作品を目にして翻訳を始める。1998年10月に、木山の作品は米国のストーン・ブリッジ・プレスから「The Four Immigrants Manga: A Japanese Experience in San Francisco,1904-1924」として出版された。また2008年と2012年にはオリジナル版が復刻されている。

### 内容
明治時代末期にあたる、19世紀末のサンフランシスコ港。日本から到着した移民船から、四人の日本人青年がアメリカに上陸した。
日本名はアメリカ人に発音が難しいため、当時の日本人移民は現地風の通名を持つことが多かった。四人はその慣習に従い、絵描き志望の「ヘンリー」をはじめ、それぞれ「チャーリー」「フランク」「フレッド」と名乗る。希望を抱いて新大陸に渡った彼らであったが、英語力の不足や習慣の違いから、次々と失敗して就職先を解雇されるなど苦闘を重ねる。ある時は日本海海戦の日本の大勝利を伝える新聞記事を読んで感慨にふけり、また1906年のサンフランシスコ地震、アメリカ合衆国の市民権獲得のための第一次世界大戦志願、排日移民法の成立など、史実に関する作者の体験をもとに、四人の運命は日米関係の変化につれ変転してゆく。物語は、努力の末に農場や青果店を手に入れ、結婚して現地に基盤を築いたチャーリーとフレッド、一方で日本に帰国することにしたヘンリーとフランクが、港で別れを惜しむ場面で終わる。
本作品は日本人の台詞は日本語でアメリカ人の台詞は英語という特殊な表記のため、日本語と英語の両方を読めないと全編を理解できない。また史実に基づけば、チャーリーやフレッドのような日本人移民はこの後の日米開戦に伴い、現地で長年苦労して手に入れた店舗や農場など、すべての不動産や資産を没収され、日系人の強制収容所に送られることになる。しかし開戦前に作者が日本に帰国したため、本作品には日本人移民の戦中戦後史は描写されていない。

## その他
1999年4月、NHKが彼を題材として製作したテレビ番組「ヘンリー木山のサンフランシスコ日記」を放送した。
2009年、米国では漫画普及草創期の彼の功績を記念し、「今年最も功績のあったアジア系アメリカ人漫画家に贈られる賞」が「Henry Y. Kiyama Award（ヘンリー木山義喬賞）」と命名された。
2012年、鳥取県日野町は木山の作品の維持管理及び同町の文化芸術振興を目的とする「木山義喬顕彰基金」を創設している。